# 蕭可敎
蕭可教（1507年—？），字子修，直隸揚州府江都縣人，軍籍，明朝政治人物。

## 生平
嘉靖二十二年（1543年）癸卯科應天府鄉試第十五名舉人。嘉靖二十九年（1550年）中式庚戌科會試第二百八名，三甲第六十三名進士。官户部主事。

## 家族
曾祖蕭鎧，醫學正科；祖父蕭深；父蕭鼐，母馬氏。慈侍下。弟可畏、可進。